# Piano, Haute-Corse
Piano là một xã ở tỉnh Haute-Corse trên đảo Corse, Pháp. Xã này có diện tích 3,41 km², dân số năm 1999 là 36 người. Khu vực này có độ cao 680 mét trên mực nước biển.